# الیمانسدریفت
الیمانسدریفت (به لاتین: Allemansdrift) یک شهرک در آفریقای جنوبی است که در امپومالانگا واقع شده‌است.